# 7711 Říp
7711 Říp là một tiểu hành tinh vành đai chính với chu kỳ quỹ đạo là 1959.0257787 ngày (5.36 năm).
Nó được phát hiện ngày 2 tháng 12 năm 1994.